# Johan Jakobsson
Johan Mikael Jakobsson (* 12. Februar 1987 in Göteborg) ist ein ehemaliger schwedischer Handballspieler.

## Karriere
Jakobsson spielte anfangs beim schwedischen Verein HP Warta, mit deren Männermannschaft er 2005 in die Division 1 aufstieg. Im Sommer 2005 wechselte der rechte Rückraumspieler zum Erstligisten IK Sävehof, bei dem er den zum THW Kiel gewechselten Kim Andersson ersetzte. Mit Sävehof gewann er 2010 und 2011 die schwedische Meisterschaft. Weiterhin spielte er mit Sävehof im EHF-Pokal (2007, 2008, 2009, 2010), der EHF Champions League (2006, 2011) und im Europapokal der Pokalsieger (2006). Jakobsson stand ab 2011 beim dänischen Verein Aalborg Håndbold unter Vertrag, mit dem er 2013 die Meisterschaft gewann. Im Sommer 2014 wechselte er zum deutschen Bundesligisten SG Flensburg-Handewitt, mit dem er 2015 den DHB-Pokal gewann.
Ab dem Sommer 2017 lief er wieder für IK Sävehof auf. Im Januar 2019 beendete seine Karriere aufgrund einer Gehirnerschütterung, die er sich bei der Handball-Europameisterschaft 2018 zugezogen hatte, und die sich noch immer auf seinen Alltag auswirkt.
Johan Jakobsson stand im Aufgebot der schwedischen Nationalmannschaft. 2007 wurde er ins All-Star-Team der XVI. Junioren-Weltmeisterschaft gewählt. Im Sommer 2012 nahm er an den Olympischen Spielen in London teil und gewann die Silbermedaille. Weiterhin nahm er an den Olympischen Spielen 2016 in Rio de Janeiro teil.

## Bundesligabilanz
| Saison    | Verein                 | Spielklasse | Spiele | Tore | 7-Meter | Feldtore |
| --------- | ---------------------- | ----------- | ------ | ---- | ------- | -------- |
| 2014/15   | SG Flensburg-Handewitt | Bundesliga  | 27     | 61   | 0       | 61       |
| 2014–2015 | gesamt                 | Bundesliga  | 27     | 61   | 0       | 61       |